# Christian Adolf Pescheck

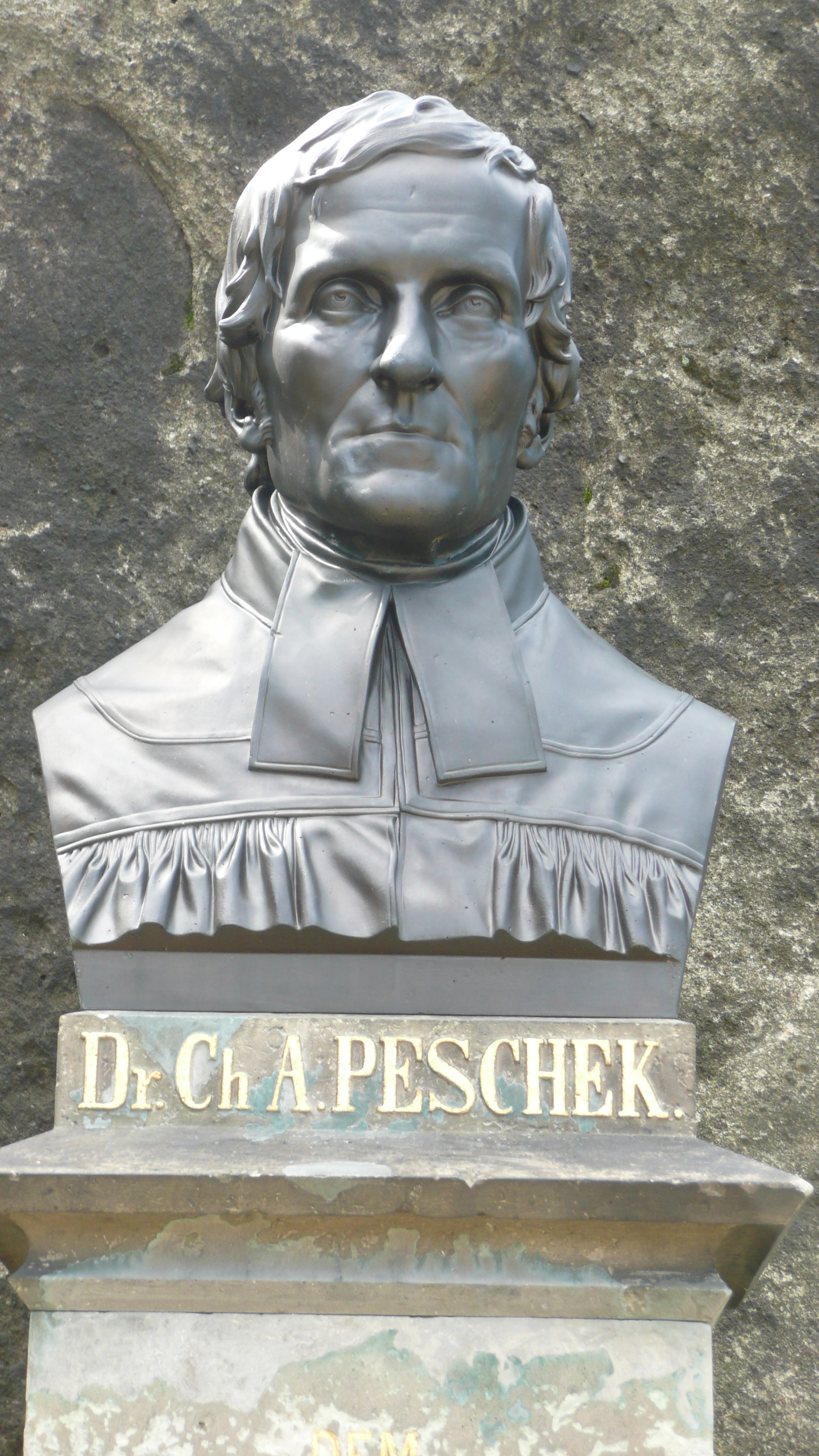
Denkmal für Chr. A. Peschek auf dem Berg Oybin. Peschecks Signum:

Christian Adolf Pescheck (* 1. Februar 1787 in Jonsdorf; † 3. November 1859 in Zittau) war ein deutscher Theologe, Historiker, Lehrer und Schriftsteller.

## Leben

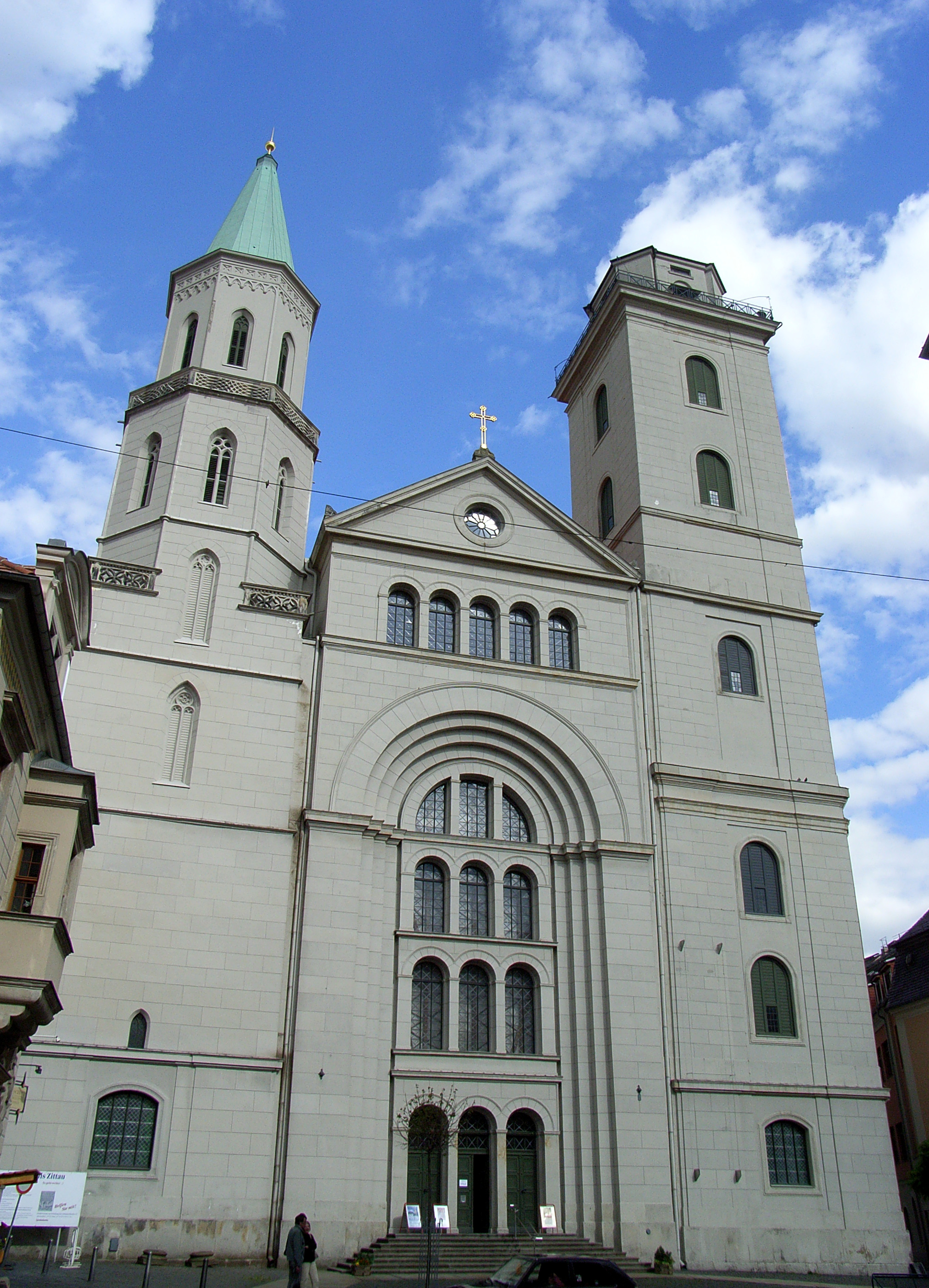
Kirche St. Johannis in Zittau

Der häufig auch Christian Adolph geschriebene Gelehrte Pescheck oder Peschek (seltener) entstammte einer Exulantenfamilie, deren Mitglieder für das Zittauer Land einige Bedeutung hatten. Er war der älteste von drei Söhnen des Pfarrers Christian Adolph Pescheck (1752–1826) und der Pfarrerstochter Caroline Dorothea, geb. Klien. Einer seiner Urgroßväter war der Zittauer Schulmeister und Astronom Christian Pescheck (1676–1744), dessen Rechenbücher weite Verbreitung fanden und noch lange nach seinem Tod aufgelegt wurden.
Christian Adolf Pescheck besuchte von 1799 bis 1805 das Gymnasium in Zittau und studierte anschließend Theologie an der Universität in Wittenberg bei K. H. L. Pölitz und H. L. Heubner. Obwohl er wegen der napoleonischen Wirren vorübergehend nach Hause zurückkehren musste, promovierte er 1808 zum Dr. phil. und wirkte dann von 1811 bis 1816 als Lehrer in Zittau. Im letztgenannten Jahr wurde Pescheck ordiniert und übernahm die Pfarrstelle in Lückendorf und Oybin, während sein Vater das Amt des Pastor primarius in Zittau erhielt.
Bereits 1814 hatte Pescheck die Eibauer Pfarrerstochter Henriette Auguste Gössel geheiratet, mit der er vier Söhne und zwei Töchter hatte. Nachdem er ab 1826 als Stellvertreter seines Vaters fungierte, wurde Pescheck 1831 Zweiter Diakonus. 1840 bekam er die Stelle als Erster Diakonus und Pastor in Kleinschönau. Im Jahr 1846 erlangte er seine Promotion zum Dr. theol. von der Universität Leipzig und 1854 wurde Pescheck schließlich Archidiakonus an der Johanniskirche Zittau. Im selben Jahr gründete er auch das Zittauer Altertümermuseum, einen Vorläufer der Städtischen Museen Zittau.
Peschecks Nachlass befindet sich im Altbestand der Christian-Weise-Bibliothek.

## Würdigung

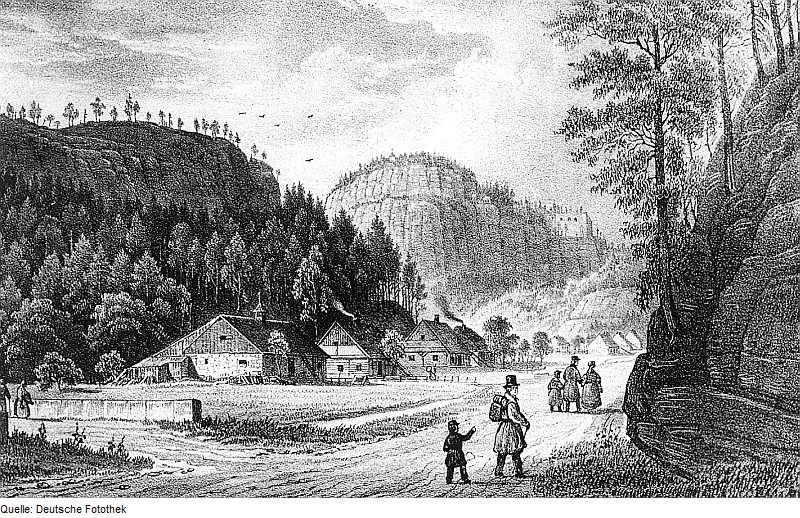
Der Oybin um 1832

Pescheck wurde 1839 wegen seiner zahlreichen Verdienste zum Ehrenbürger der Stadt Zittau ernannt. Schon zwei Jahre nach seinem Tod, 1861, setzte man „dem rastlosen Forscher in der Geschichte des Vaterlandes, der Heimath und des Oybin“ auf dem letztgenannten Berg ein Denkmal in Form einer Bronzebüste von Adolf von Donndorf.

## Schriften (Auswahl)
Christian Adolf Pescheck beherrschte nicht nur die klassischen Sprachen wie Hebräisch, Griechisch und Latein, sondern sprach auch etwas Französisch, Englisch, Italienisch und Tschechisch. Aufgrund dessen konnte er mit zahlreichen gelehrten Zeitschriften und Gesellschaften im In- und Ausland korrespondieren. Namentlich für das Neue Lausitzische Magazin (NLM) der Oberlausitzischen Gesellschaft der Wissenschaften in Görlitz, deren Mitglied er seit 1824 war, wirkte Pescheck von 1832 bis 1834 als Redakteur. Er verfasste zahlreiche Arbeiten zu theologischen und pädagogischen, vor allem aber regionalkundlichen Themen und gehört damit zu den wichtigsten Heimatforschern der südöstlichen Oberlausitz. In Band 37 des NLM von 1860 sind über 600 Publikationen aufgelistet, worunter einige auch aus moderner Sicht zur historischen Standardliteratur zählen.
- Handbuch der Geschichte von Zittau, 2 Bände. Verlag Schöps (in Kommission), Zittau 1834 und 1837 (Digitalisat von Band 1; Digitalisat von Band 2).
- Geschichte der Cölestiner des Oybins. Seyfert, Zittau 1840 (Digitalisat der Bayerischen Staatsbibliothek).
- Geschichte der Gegenreformation in Böhmen, 2 Bände. Arnold, Dresden und Leipzig 1844 (und weitere Ausgaben)
  - Bd. 1: Vorgeschichte bis 1621 (Digitalisat der Bayerischen Staatsbibliothek).
  - Bd. 2: Hauptgeschichte seit 1621 und Nachgeschichte (Digitalisat der Bayerischen Staatsbibliothek).
- Geschichte der Industrie und des Handels in der Oberlausitz (Preisschrift in NLM), Görlitz 1850
- Die böhmischen Exulanten in Sachsen. Zur Beantwortung der von der Fürstlich Jablonowski’schen Gesellschaft gestellten historischen Preisfrage, S. Hirzel, Leipzig 1857 (Digitalisat der Bayerischen Staatsbibliothek).